# Ekeryd, Vaggeryds kommun
Ekeryd är en by i Byarums socken i norra delen av Vaggeryds kommun i Jönköpings län.
Fram till 2010 var Ekeryd en hållplats på Vaggerydsbanan trafikerad av Krösatågen.